# José Alfonso Pizarro
José Alfonso Pizarro (n. Sahagún, provincia de León; 1689 - f. Madrid; 1762), marqués de Villar, fue un oficial naval español y administrador virreinal. De 6 de noviembre de 1749 a 24 de noviembre de 1753 fue virrey de la Nueva Granada.

## Biografía
De joven entró al servicio naval de los Caballeros de Malta. Era un caballero de la Orden de San Juan y gentil hombre de cámara del rey. Más tarde militó en la Armada española, llegando al rango de almirante.
Cuando el gobierno español oyó hablar de la expedición del comodoro británico George Anson al Pacífico, una flota de dos navíos de línea y cuatro fragatas se despachó con un regimiento de infantería para Chile. La flota, al mando de Pizarro, zarpó en octubre de 1740, y llegó el 5 de enero de 1741 al Río de la Plata. Al enterarse de que Anson estaba reparando en Santa Catarina para entrar en el Pacífico por el Estrecho de Le Maire (en el extremo sureste de Tierra del Fuego), Pizarro partió de inmediato para interceptarlo. Su escuadrón consistía de los navíos Asia (64 cañones), Guipúzcoa (74), Hermione (54) y Esperanza (50) y la fragata San Esteban (40). Sin embargo, perdió un buque y una fragata en una tormenta y se vio obligado a volver para las reparaciones. En el segundo intento, con dos buques, fue desarbolado de nuevo y regresó a Montevideo. Desde allí, envió la fragata Esperanza hacia el Pacífico, y cruzó los Andes hacia Perú, donde durante algún tiempo ejerció las funciones de comandante naval en jefe.
Después de la paz con Inglaterra, Pizarro dejó la fragata en el Pacífico y regresó por tierra a Montevideo, donde encontró a su buque insignia, el Asia, reparado. Navegó en el Asia hacia Europa en noviembre de 1745. Parte de la tripulación se componía de indios de las pampas, que una noche se levantó contra los españoles, matando al guardia de cubierta. Habían ganado la posesión del buque cuando Pizarro consiguió matar a su líder, y en la confusión tiró a los amotinados al mar.
A su llegada a Cádiz en enero de 1746, Pizarro fue ascendido a vicealmirante. En 1749, fue nombrado virrey y capitán general de la Nueva Granada. Llegó a Cartagena de Indias junto a sus tres secretarios Antonio Pereira, José Gazan, Antonio Asín. Llegando en la fragata Uaricochea a principios de noviembre de 1749, fue nombrado Virrey de la Nueva Granada por su antecesor, Sebastián de Eslava; se describe así su llegada a Bogotá:

D. José Alfonso Pizarro, caballero de la Orden de San Juan, Marqués del Villar, Gentil hombre de Cámara de S. M. con llave y entrada, Teniente General de la Real Armada, Virrey, Gobernador y Capitán General de este Reino y Provincias agregadas. El día siguiente domingo, tres de Mayo, dentró en la ciudad con acompañamiento y repiques....

Formó un monopolio de aguardiente, lo que provocó disturbios, reorganizó la Casa de Moneda, mejoró la comunicación con Bogotá. Comenzó la construcción del puente de piedra y mortero de San Antonio, en la confluencia del río San Agustín y el San Francisco. Esta última obra fue completada por su sucesor, José Solís Folch de Cardona.
Pizarro sirvió hasta 1753, cuando entregó el gobierno a su sucesor y regresó a España.